# Ivan Alexander av Bulgarien

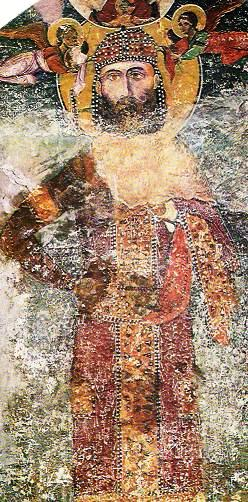
Samtida givares fresk av Ivan Alexander från klostret i Bachkovo

Ivan Alexander (bulgariska: Иван Александър, IPA: /iˈvan alɛkˈsandɤr/; originalstavning: ІѠАНЪ АЛЄѮАНдРЪ), född okänt datum, död 17 februari 1371, var tsar av Bulgarien från 1331 till sin död 1371.
Under Ivan Alexanders styre upplevde det andra bulgariska kungariket en kulturell renässans som ibland kallas "den bulgariska kulturens andra guldålder". Hans långa regeringstid anses vara en övergångsperiod i bulgarisk medeltidshistoria. Ivan Alexander inledde sitt styre genom att ta itu med interna problem och yttre hot från Bulgariens grannar, det bysantinska riket och Serbien, och åstadkom en period av ekonomisk återhämtning med kulturell och religiös renässans.
Han kunde dock inte hindra nya intrång av de osmanska styrkorna, ungerska invasioner från nordväst och därtill hotet från digerdöden. I ett olyckligt försök att bekämpa dessa problem delade han upp landet mellan sina två söner,, men detta resulterade i att landet försvagades och splittrades inför den förestående osmanska erövringen.

## Tidigt styre
Ivan Alexander föddes som son till despoten Sratsimir av Krăn och Petritsa, syster till Mikael Asen III av Bulgarien. Han blev därigenom systerson till Mikael Asen III. På faderns sida härstammade Ivan Alexander från Asendynastin. År 1330 var Ivan Alexander själv despot och styrde staden Lovetj. Tillsammans med sin far och sin svärfar Basarab av Valakiet kämpade Ivan Alexander år 1330 mot serberna i slaget vid Velbǎzjd i dagens Kjustendil, varvid Bulgarien förlorade. Nederlaget, i kombination med de försämrade relationerna med det bysantinska riket, framkallade en intern kris, som förvärrades av en bysantinsk invasion. En statskupp tvingade ut Ivan Stefan ur huvudstaden Tǎrnovo år 1331 och konspiratörerna satte Ivan Alexander på tronen.
Den nye härskaren började befästa sin ställning genom att återvinna territorier som nyligen förlorats till det bysantinska riket. Under 1331 förde Ivan Alexander fälttåg omkring Adrianopolis och återerövrade nordöstra Thrakien. Samtidigt avsatte Stefan Uroš IV Dušan sin far Stefan Uroš III Dečanski och blev samma år kung av Serbien. Detta bidrog till ett normaliserande av relationerna mellan länderna. Ivan Alexander och Stefan Uros IV Dušan ingick en allians, som ytterligare befästes genom att den serbiska kungen under påsken 1332 gifte sig med Helena av Bulgarien, en syster till Ivan Alexander.
Vid ungefär samma tid gjorde Belaur, en bror till Mikael Asen III, uppror i Vidin, förmodligen för att stöda sin avsatte brorson Ivan Stefans fordran på tronen. Den bysantinske kejsaren Andronikos III Palaiologos avancemang mot Bulgarien under sommaren 1332 fördröjde de militära insatserna mot rebellerna. Bysantinerna gick in i det bulgariskkontrollerade nordöstra Thrakien, men Ivan Alexander skyndade söderut med en liten armé och kom snabbt i kapp Andronikos III på Rusokastro.
Efter att ha givit intryck av att vilja förhandla överrumplade Ivan Alexander, förstärkt av det mongoliska kavalleriet, den mindre men bättre organiserade bysantinska armén i slaget vid Rusokastro. De omtvistade städerna gav sig till Ivan Alexander, medan Andronikos III tog sin tillflykt till Rusokastro. Kriget slutade med att Ivan Alexander mötte Andronikos och slöt fred. För att besegla alliansen trolovades Ivan Alexanders äldste son, Mikael Asen IV, med Andronikos dotter Maria (Eirene) och äktenskapet ägde rum år 1339. Den bulgariske kejsaren var nu fri att vända sin uppmärksamhet mot Belaur, men det var inte förrän 1336 eller 1337 som upproret i nordväst stävjades.
| ”                                                    | Ingen av våra första tsarer verkar vara som denne store tsar Ivan Alexander, i sin militära makt ser han för oss ut som en ny Alexander den store, i tro och fromhet är han en ny Sankt Konstantin; han tillfångatog således alla sina fiender, lade dem för sina knän och skapade fred i universum. | „ |
| – Beröm till Ivan Alexander En anonym samtida person | |   |

Omkring år 1332 hade Ivan Alexander krönt sin äldste son Mikael Asen IV till medkejsare, kanske för att säkra tronföljden inom sin egen familj. Han följde upp detta med att kröna sina yngre söner Ivan Sratsimir och Ivan Asen IV år 1337. Ivan Alexander kan därigenom ha haft för avsikt att ta kontroll över viktiga städer och regioner, eftersom Ivan Sratsimir bosatte sig i Vidin och Ivan Asen IV förmodligen i Preslav. Detta var ett markant avsteg från bysantinsk praxis, där monarkens yngre söner gjordes till despoter, oavsett om de fick ansvar för administration av ett territorium eller ej.

## Förhållandet till det bysantinska riket

Bulgarien under Ivan Alexanders styre

I början av 1340-talet hade relationen med det bysantinska riket tillfälligt försämrats. Ivan Alexander krävde att hans kusin Sjisjman, en av sönerna till Mikael Asen III, skulle utlämnas och hotade med krig. Hans planer slog dock tillbaka, då bysantinerna skickade en av sina allierade, den turkiska emiren av Smyrna Umur Begs flotta mot honom. Turkarna landsteg i Donaudeltat och började att plundra landsbygden och attackera bulgariska städer.
Ivan Alexander invaderade återigen det bysantinska riket i slutet av 1341, och hävdade att han kallats av folket i Adrianopolis. Hans trupper besegrades två gånger av bysantinernas turkiska allierade nära staden.
Under 1341-1347 var det bysantinska riket försatt i ett utdraget inbördeskrig efter Andronikos III Palaiologos död. Hans son Johannes V Palaiologos var bara nio år gammal och stridigheter utbröt om förmyndarskapet mellan pojkens mor Anna av Savojen och Johannes VI Kantakouzenos som fadern utsett som förmyndare. Aristokratin stödde Johannes VI medan de lägre samhällsskikten stödde regenten.
Bysantiernas grannar utnyttjade inbördeskriget och medan Stefan Uros IV Dušan av Serbien allierade sig med Johannes VI Kantakouzenos, stödde Ivan Alexander Johannes V Palaiologos och hans regent. Även om dessa två Balkan-härskare valde motsatta sidor i det bysantinska inbördeskriget, vidhöll de sin allians med varandra. Som belöning för stödet tilldelade regentskapet Ivan Alexander staden Philippopolis (Plovdiv) och nio viktiga fästningar i Rodopibergen år 1344. Denna fredliga erövring blev den sista stora framgången för Ivan Alexanders utrikespolitik.

## Serbiens framväxt och det osmanska hotet

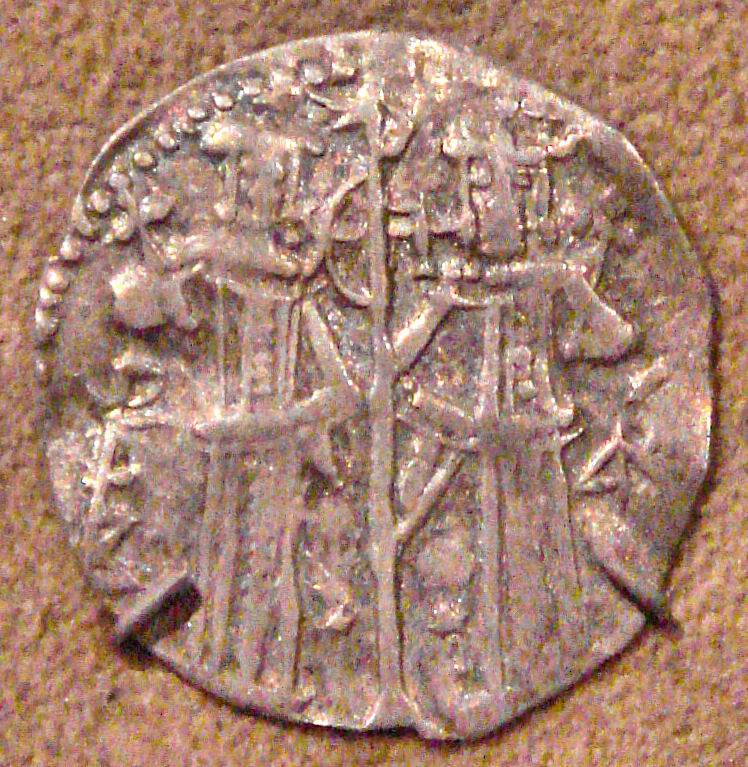
Silvermynt föreställande Ivan Alexander, Bulgarien, 1331-1371

Den serbiske kungen drog utnyttjade även han situationen under det bysantinska inbördeskriget och tog besittning över det som nu är Nordmakedonien, större delen av Albanien och norra Grekland. Under år 1345 började han att kalla sig själv "Kejsare över serber och greker" och år 1346 kröntes han som sådan av den nyinsatte patriarken av Serbien. Detta förargade bysantinerna, men serberna verkar ha fått stöd av Bulgarien, då patriarken av Bulgarien Simeon, deltog i att skapa det serbiska patriarkatet och medverkade vid den kejserliga kröningen av Stefan Uros IV Dušan.
Under 1340-talets andra hälft återstod föga av Ivan Alexander ursprungliga framgångar. Johannes VI Kantakouzenos turkiska allierade plundrade delar av bulgariska Thrakien år 1346, 1347, 1349, 1352 och 1354, vilket tillsammans med digerdödens härjningar plågade området. Bulgarernas försök att avvärja angriparna misslyckades gång på gång och Ivan Alexanders tredje son och medkejsare, Ivan Asen IV, dödades i en strid mot turkarna år 1349, liksom hans äldre bror Mikael Asen IV år 1355 eller strax dessförinnan.
Under år 1351 var det bysantinska inbördeskriget över och Johannes VI Kantakouzenos insåg det hot som osmanerna på Balkan innebar. Han vädjade till de styrande i Serbien och Bulgarien om en enad insats mot turkarna och bad Ivan Alexander om pengar för att bygga krigsfartyg., Han fick dock ingen hjälp eftersom grannarna inte litade på hans avsikter. Ett nytt försök till samarbete mellan Bulgarien och det bysantinska riket följde år 1355, efter att Johannes VI Kantakouzenos hade tvingats abdikera och Johannes V Palaiologos hade blivit högsta kejsare. För att befästa fördraget giftes Ivan Alexanders dotter Keraca Marija bort med den blivande bysantinske kejsaren Andronikos IV Palaiologos. Alliansen gav emellertid inga konkreta resultat.

## Ytterligare stabilitetsproblem och externa konflikter

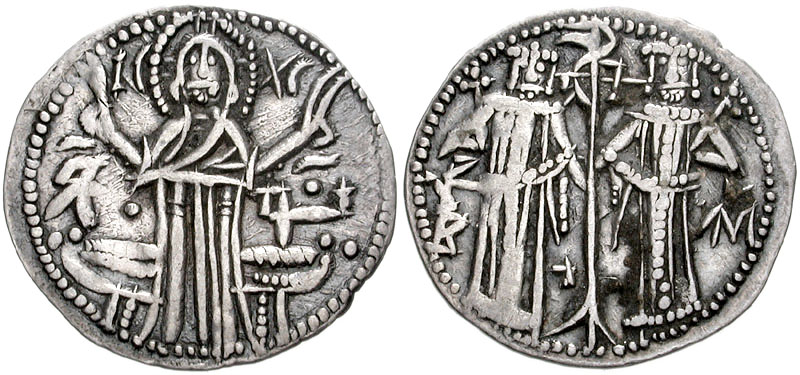
Mynt föreställande Ivan Alexander med en av hans söner Mikael Asen IV (höger)

I Bulgarien äventyrades den inre stabiliteten i Ivan Alexanders rike genom dennes skilsmässa med Theodora av Valakiet (ungefär år 1349). Han gifte sig istället med en konverterad judisk kvinna, också med namnet Theodora.  Det nya äktenskapet gav nya söner, som Ivan Alexander fortsatte att kröna till medkejsare: Ivan Sjisjman cirka 1356 och Ivan Asen V från 1359. Ivan Alexanders sista överlevande son från det första äktenskapet, medkejsaren Ivan Sratsimir, blev oberoende omkring år 1356, och Ivan Alexanders kontroll över andra mäktiga vasaller, till exempel de styrande i Valakiet och Dobruja som eftersträvade en egen utrikespolitik, var inte starkt.
Från mitten av 1300-talet föll Bulgarien offer för den angevinske kung Ludvig I av Ungerns ambitioner för upprättandet av ett furstendöme i Moldavien 1352. År 1365 erövrade han Vidin och tog Ivan Sratsimir och hans familj i fångenskap.
Under tiden drabbade bulgarer och bysantiner samman på nytt 1364. Under 1366, då kejsaren Johannes V Palaiologos återvände från sin resa till väst, vägrade bulgarerna honom att låta passera genom Bulgarien. Denna hållning var ytterst oväntad. En annan bysantinsk allierad, greve Amadeus VI av Savojen, erövrade flera bulgariska kuststäder som vedergällning, inklusive Anchialos (Pomorie) och Mesembria (Nesebăr), men han misslyckades med att ta Varna. Ivan Alexander var bortmanövrerad och var tvungen att begära fred.
De tagna städerna förvandlades till en del av det bysantinska riket, medan kejsaren Johannes V Palaiologos betalade 180.000 floriner till Ivan Alexander. Den bulgariska kejsaren använde denna summa och de territoriella eftergifterna för att förmå åtminstone hans de jure-vasaller Dobrotica av Dobruja och Vladislav I att återerövra Vidin från ungrarna. Kriget var framgångsrikt och Ivan Sratsimir installerades i Vidin år 1369, även om den ungerske kungen tvingade honom att erkänna kungen som herre.
Den relativt framgångsrika lösningen av krisen i nordväst gjorde ingenting för att återvinna förluster i sydost. För att göra saken än värre erövrade de osmanska turkarna under Murad den förstes styre Adrianopolis (1363 eller 1369, årtalet är omtvistat) och förvandlade Adrianopolis till huvudstad i sin expanderande stat. Samtidigt hade de också erövrat de bulgariska städerna Philippopolis (Plovdiv) och Boruj (Stara Zagora). När Bulgarien och de serbiska furstarna i Makedonien stod enade mot turkarna, avled Ivan Alexander den 17 februari 1371. Han efterträddes av sina söner Ivan Sratsimir i Vidin och Ivan Sjisjman i Tărnovo medan de styrande i Dobruja och Valakiet uppnådde ett fortsatt oberoende.

## Kultur och religion
Under Ivan Alexanders styre gick det bulgariska riket in i en period av kulturell renässans som ibland kallas "andra guldåldern för bulgarisk kultur",. Den första guldåldren var under Simeon den stores regeringstid. Ett stort antal bulgariska kloster och kyrkor byggdes eller renoverades på order av Ivan Alexander. Muralmålningar av honom som givare kan ses i klostret i Bachkovo  och i Klippkyrkorna i Ivanovo. Dessa framställningar visar att klostren Heliga Guds moder Eleoussa och Sankt Nikolaus i Nesebăr renoverades eller återuppfördes under denna period, och även Sankt Nikolaus kloster nära Pernik, enligt en urkund för Hilandarklostret. Dessutom inledde tsaren byggnation av klostren i Dragalevtsi och Kilifarevo.
Flera viktiga litterära verk skapades under perioden, till exempel den medelbulgariska översättningen av Manasses krönika (1344-1345), som nu bevaras i Vatikanens arkiv i Rom, den rikligt illustrerade Tetraevangelia av Ivan Alexander (1355-1356), som finns utställd på British Library och Tomić Psalter (1360), i dag i Moskva, och Sofia Psalter (1337).
Ivan Alexanders styre präglades också av insatser för att stärka den bulgariska ortodoxa kyrkans position genom att besegra kättare och judar. Han organiserade två antikätterska kyrkliga råd, 1350 och 1359-1360, som fördömde olika sekter såsom bogomilerna, adamiterna och judaisterna.
Den andliga praxisen hesykasm, som är ett slags besvärjande bön, påverkade djupt vissa områden i den östra ortodoxa världen under 1300-talet. En namnkunnig bulgarisk företrädare för rörelsen under Ivan Alexanders regeringstid var Theodosius av Tǎrnovo.
Under denna tid hade det bulgariska imperiet handelsförbindelser med medelhavsstäderna Venedig, Genua och Ragusa. År 1353 utfärdade Ivan Alexander en stadga som gjorde det möjligt för venetianska köpmän att köpa och sälja varor över hela Bulgarien efter att dogen Andrea Dandolo försäkrade honom att tidigare ingångna avtal mellan länderna skulle följas.
Även i modern tid har Ivan Alexander satt sitt avtryck: den bulgariske författaren Ivan Vazov har skrivit novellen Ivan-Aleksandăr och dramat Kăm propast (Mot avgrunden), i vilka båda tsaren är huvudperson.
En bit av ett klädesplagg, signerat av Ivan Alexander och sytt med guldtråd, upptäcktes i en adelsmans grav nära Pirot på 1970-talet. Det finns bevarat i Serbiens nationalmuseum i Belgrad och är det första kända i sitt slag. Det visar på en medeltida tradition enligt vilken ortodoxa härskare skulle hedra sina mest framstående dignitärer genom att överlämna en bit av ett plagg som härskaren hade använt.

## Familj
Med sin första hustru Theodora av Valakiet, dotter till Basarab av Valakiet, hade Ivan Alexander flera barn, däribland Ivan Sratsimir, Mikael Asen IV och Ivan Asen IV. Han hade även en dotter, Thamar (Kera Tamara), som först var gift med despoten Konstantin och sedan med sultanen Murad I. av det osmanska riket.
Med sin andra hustru Sara-Theodora hade Ivan Alexander också flera barn, däribland Keratsa Marija, som gifte sig med den bysantinska kejsaren Andronikos IV Palaiologos, Ivan Sjisjman, Ivan Asen V, samt döttrarna Desislava och Vasilisa.
|                      | Sratsimir av Krăn    | Sratsimir av Krăn    | Sratsimir av Krăn                                              | Sratsimir av Krăn                                              | Petrica                                                      | Petrica                                       | Petrica          | Petrica          |                  |
|                      |                      |                      |                                                                |                                                                |                                                              |                                               |                  |                  |                  |
| 1                    | 1                    | 1                    |                                                                |                                                                |                                                              |                                               | 2                | 2                | 2                |
| Theodora av Valakiet | Theodora av Valakiet | Theodora av Valakiet | Ivan Alexander (dog 1371, härskade 1331–1371)                  | Ivan Alexander (dog 1371, härskade 1331–1371)                  | Ivan Alexander (dog 1371, härskade 1331–1371)                | Ivan Alexander (dog 1371, härskade 1331–1371) | Sarah (Theodora) | Sarah (Theodora) | Sarah (Theodora) |
|                      |                      |                      |                                                                |                                                                |                                                              |                                               |                  |                  |                  |
|                      | 1                    | 1                    | 1                                                              | 1                                                              | 2                                                            | 2                                             | 2                | 2                | 2                |
| Mikael Asen IV       | Mikael Asen IV       | Thamar (Kera Tamara) | Thamar (Kera Tamara)                                           | Ivan Sjisjman (född 1350–1351, dog 1395, härskade 1371–1395)   | Ivan Sjisjman (född 1350–1351, dog 1395, härskade 1371–1395) | Ivan Asen V                                   | Ivan Asen V      | Vasilisa         | Vasilisa         |
|                      |                      |                      |                                                                |                                                                |                                                              |                                               |                  |                  |                  |
|                      | Ivan Asen IV         | Ivan Asen IV         | Ivan Sratsimir (född ca 1324, dog ca 1397, härskade 1356–1397) | Ivan Sratsimir (född ca 1324, dog ca 1397, härskade 1356–1397) | Keratsa Marija (född 1348, dog 1390)                         | Keratsa Marija (född 1348, dog 1390)          | Desislava        | Desislava        |                  |

### Fotnoter
1. ↑  Som det stavas i Zograf and Orjahov Charters. Daskalova, Angelina; Marija Rajkova (2005) (på bulgariska). Gramoti na bǎlgarskite care. Sofia: Bulgarian Academy of Sciences. sid. s. 58–59. ISBN 954-322-034-4
2. 1 2 3 4 5  Lalkov, Rulers of Bulgaria, ss. 42–43.
3. 1 2 3 4 5  Bǎlgarite i Bǎlgarija, 2.1
4. 1 2 3 4 5 6 7 8 9 10 11 12 13 14 15 16 17 18 19  Delev, Istorija i civilizacija za 11. klas
5. 1 2  Castellan, Georges (1999) (på franska). Histoire des Balkans, XIVe-XXe siècle. Paris: Fayard. sid. 42. ISBN 2213605262
6. 1 2 3 4 5  Božilov, Familijata na Asenevci, ss. 192–235.
7. ↑  Fine, Late Medieval Balkans, s. 273.
8. 1 2  Fine, Late Medieval Balkans, s. 274.
9. ↑  Božilov, Familijata na Asenevci, ss. 192–197.
10. ↑  Andreev, Bǎlgarija prez vtorata četvǎrt na XIV v., ss. 33–41.
11. ↑  Originally from the Sofia Psalter, folios 311a-312b. Adapted by Canev, Bǎlgarski hroniki, pp. 459–460.
12. ↑  Originaltext på medelbulgariska tillgänglig i Arhangelskij, A. S. (28 maj 1897). ”Bolgarskij "pěsnivec" 1337 goda. "Pohvala" i otryvok psaltyrnago teksta.” (på ryska). Izvestija ORJAS IAN. http://feb-web.ru/feb/izvest/1897/03/973-786.htm. Läst 11 februari 2007.
13. ↑  Andreev, Bǎlgarija prez vtorata četvǎrt na XIV v., ss. 23–52.
14. ↑  Baserad på Lalkov, Rulers of Bulgaria
15. ↑  Bakalov, Istorija na Bǎlgarija, "Esenta, 1341 g."
16. ↑  Fine, Late Medieval Balkans, pp. 292–293.
17. ↑  Fine, Late Medieval Balkans, s. 304.
18. ↑  Fine, Late Medieval Balkans, ss. 309–310.
19. ↑  Fine, Late Medieval Balkans, ss. 322, 325, 328.
20. ↑  Andreev, Bǎlgarija prez vtorata četvǎrt na XIV v., ss. 67–75.
21. 1 2 3 4  Bǎlgarite i Bǎlgarija, 2.2
22. ↑  Fine, Late Medieval Balkans, s. 325.
23. ↑  Bakalov, Istorija na Bǎlgarija, "1355 g."
24. 1 2  Božilov, Ivan; Vasil Gjuzelev (2006) (på bulgariska). Istorija na srednovekovna Bǎlgarija VII-XIV vek (tom 1). Anubis. ISBN 9544262040
25. ↑  Božilov, Familijata na Asenevci, ss. 218–224.
26. 1 2  Fine, Late Medieval Balkans, s. 366.
27. ↑  Fine, Late Medieval Balkans, s. 367.
28. ↑  Bakalov, Istorija na Bǎlgarija, "Dobrotica (neizv.–okolo 1385)"
29. ↑  Koledarov, Petǎr (1989) (på bulgariska). Političeska geografija na srednovekovnata bǎlgarska dǎržava 2 (1186–1396). Bulgarian Academy of Sciences. sid. 13–25, 102
30. ↑  Miletič, Ljubomir (28 maj 1896). ”Dako-romǎnite i tjahnata slavjanska pismenost. Novi vlaho-bǎlgarski gramoti ot Brašov” (på bulgariska). Sbornik za narodni umotvorenija, nauka i knižnina (Sofia) "2" (13):  ss. s. 47. http://www.promacedonia.org/lm/index.html. Läst 11 februari 2007.
31. ↑  Tjutjundžiev and Pavlov, Bǎlgarskata dǎržava i osmanskata ekspanzija
32. ↑  Fine, Late Medieval Balkans, s. 368.
33. ↑  Čavrǎkov, Georgi (1974) (på bulgariska). Bǎlgarski manastiri. Sofia: Nauka i izkustvo. http://www.pravoslavieto.com/manastiri/bulgarskite_manastiri.htm. Läst 19 januari 2007
34. ↑  Kǎnev, Petǎr (28 maj 2002). ”Arkiverade kopian”. South-East Europe Review (1):  ss. p. 81. Arkiverad från originalet den 29 juli 2012. https://web.archive.org/web/20120729232906/http://www.ceeol.com/aspx/getdocument.aspx?logid=5. Läst 8 januari 2009.
35. ↑  ”1.2.3 "Zlaten vek" na bǎlgarskata kultura” (på bulgariska). Bǎlgarite i Bǎlgarija. Ministry of Foreign Affairs of Bulgaria, Trud, Sirma. 2005. Arkiverad från originalet den 7 september 2006. https://web.archive.org/web/20060907032115/http://www.mfa.government.bg/history_of_bulgaria/ Arkiverad 10 november 2005 hämtat från the Wayback Machine.
36. ↑  Sinodik na Car Boril, additions from the 13th and 14th century, cited in Canev, Bǎlgarski hroniki, s. 456.
37. 1 2 3  
”Izobraženijata na Ivan Aleksandǎr ot XIV vek.” (på bulgariska). http://ald-bg.narod.ru/zarIoAl.html. Läst 19 januari 2007.
38. ↑  ”Manastiri” (på bulgariska). Infotel.bg. Arkiverad från originalet den 17 januari 2007. https://web.archive.org/web/20070117201222/http://www.infotel.bg/rubrics/manastir/p1.htm. Läst 19 januari 2007.
39. ↑  Gjuzelev, Vasil (1963). ”Njakoi pametnici na starobǎlgarskata knižnina” (på bulgariska). Kosmos. Arkiverad från originalet den 24 februari 2007. https://web.archive.org/web/20070224183314/http://kosmos.pass.as/static/kosmos/1963/07/pg_0042.htm. Läst 19 januari 2007.
40. ↑  ”Gospels of Tsar Ivan Alexander”. British Library. Arkiverad från originalet den 13 februari 2006. https://web.archive.org/web/20060213134039/http://www.bl.uk/onlinegallery/themes/euromanuscripts/bulggosp.html. Läst 25 mars 2006.
41. ↑  Miltenova, Anisava (juni 2005). ”Informacionen bjuletin na BAN” (på bulgariska) (PDF). Sofia: Bulgarian Academy of Sciences. ss. s. 24. ISSN 1312-5311. Arkiverad från originalet den 29 mars 2007. https://web.archive.org/web/20070329021152/http://www.bas.bg/basnews/bulletin/Bul89.pdf. Läst 11 februari 2007. – Scholar search
42. ↑  ”The Virtual Jewish History Tour Bulgaria”. Jewish Virtual Library. http://www.jewishvirtuallibrary.org/jsource/vjw/bulgaria.html. Läst 19 januari 2007.
43. ↑  Karamihaleva, Aleksandra. ”Bǎlgarskite patriarsi prez Srednovekovieto” (på bulgariska). Cǎrkoven vestnik. Arkiverad från originalet den 1 januari 2007. https://web.archive.org/web/20070101064031/http://synpress-classic.dveri.bg/09-2003/patriarsi.htm. Läst 19 januari 2007.
44. ↑  Canev, Bǎlgarski hroniki, s. 457.
45. ↑  ”Sv. prepodobni Teodosij Tǎrnovski” (på bulgariska). Pravoslavieto.com. http://www.pravoslavieto.com/life/11.27_sv_Teofosij_Turnovski.htm. Läst 19 januari 2007.
46. ↑  ”Ivan Aleksandǎr Asen (?–1371)” (på bulgariska). Bǎlgarska enciklopedija A-JA – treto osǎvremeneno izdanie. Sofia: Trud, Sirma. 2005. ISBN 9545285192
47. ↑  Bakalov, Istorija na Bǎlgarija, "Venecianska gramota"
48. 1 2  ”Biografični beležki – Ivan Vazov” (på bulgariska). Slovoto. http://www.slovo.bg/showbio.php3?ID=14. Läst 19 januari 2007.
49. ↑  Beniševa, Daniela (18 november 2002). ”Otkrita e unikalna zlatotkana dreha na Car Ivan Aleksandǎr” (på bulgariska). Bǎlgarska armija. Arkiverad från originalet den 30 september 2007. https://web.archive.org/web/20070930224151/http://bgarmy.eamci.bg/Scripts/isapiVWB.dll/doc?THEMEID=14930. Läst 3 februari 2007.
50. ↑  Sugar, Pete (1983). Southeastern Europe Under Ottoman Rule, 1354–1804. University of Washington Press. sid. 16. ISBN 0295960337